# Мутовка (кухонная утварь)

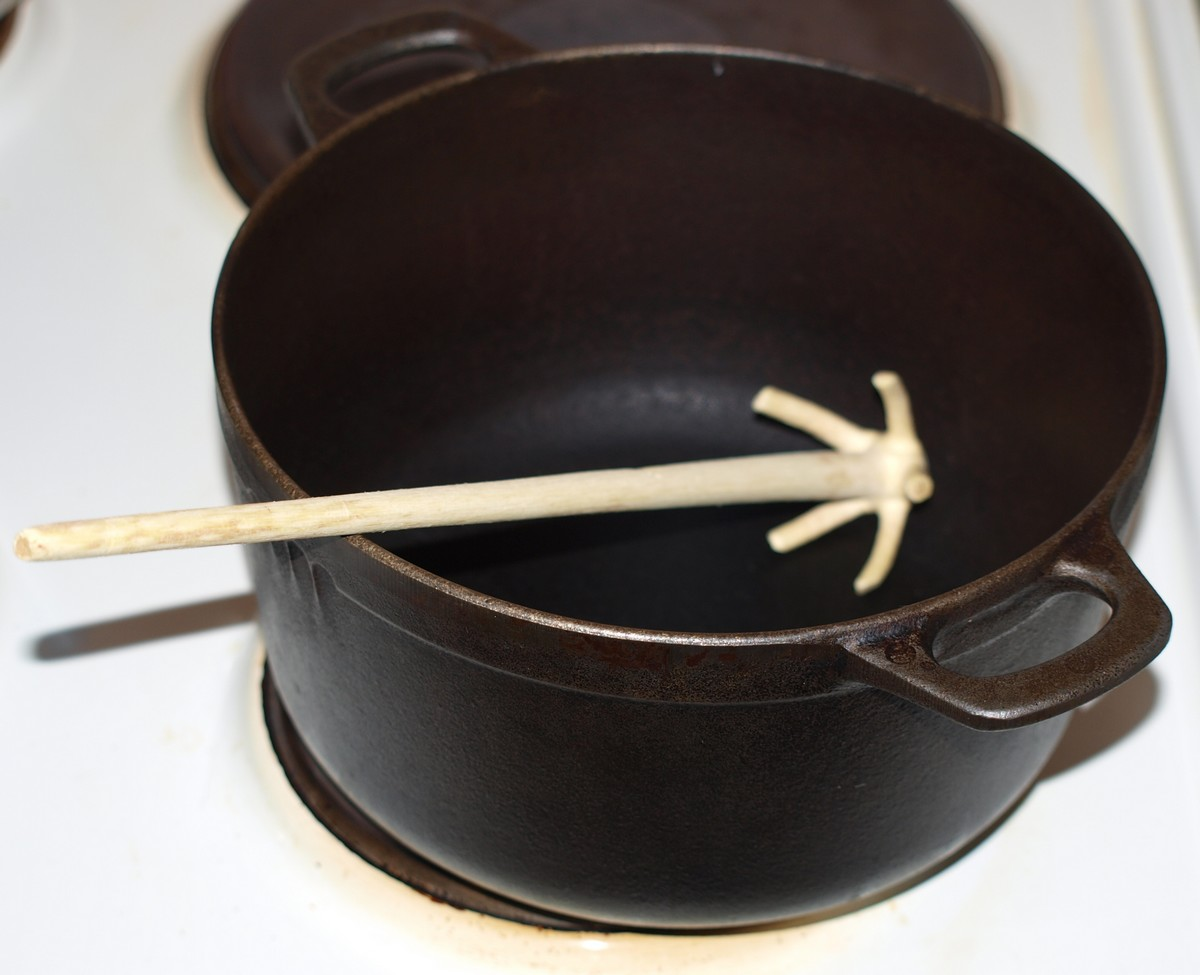
Мутовка

Муто́вка (от «мутить») — предмет кухонной утвари для взбалтывания, интенсивного перемешивания, размешивания или взбивания вручную различных жидкостей и смесей (муки с водой или молоком и т. п.). Название объясняется сходством с мутовкой в ботанике — частью ствола дерева с одним рядом ветвей.
Мутовка может иметь различную конструкцию — обычно это лопаточка, палочка с кружком или спиралью на конце или с рожками или крестовиной на конце. В быту мутовку иногда путают с венчиком.

## Название
Исконно русское название, производное от мутовь < *mǫty (ср. любы — любовь), производное к суффиксу ы/ū от той же основы, что и mǫtiti (сумятица, смута); буквально — «мешалка».

## В мифологии
Мутовкой послужила огромная гора Мандара из индийской мифологии, — боги использовали её при пахтаньи Молочного океана.